# Ultraleichtflugzeug

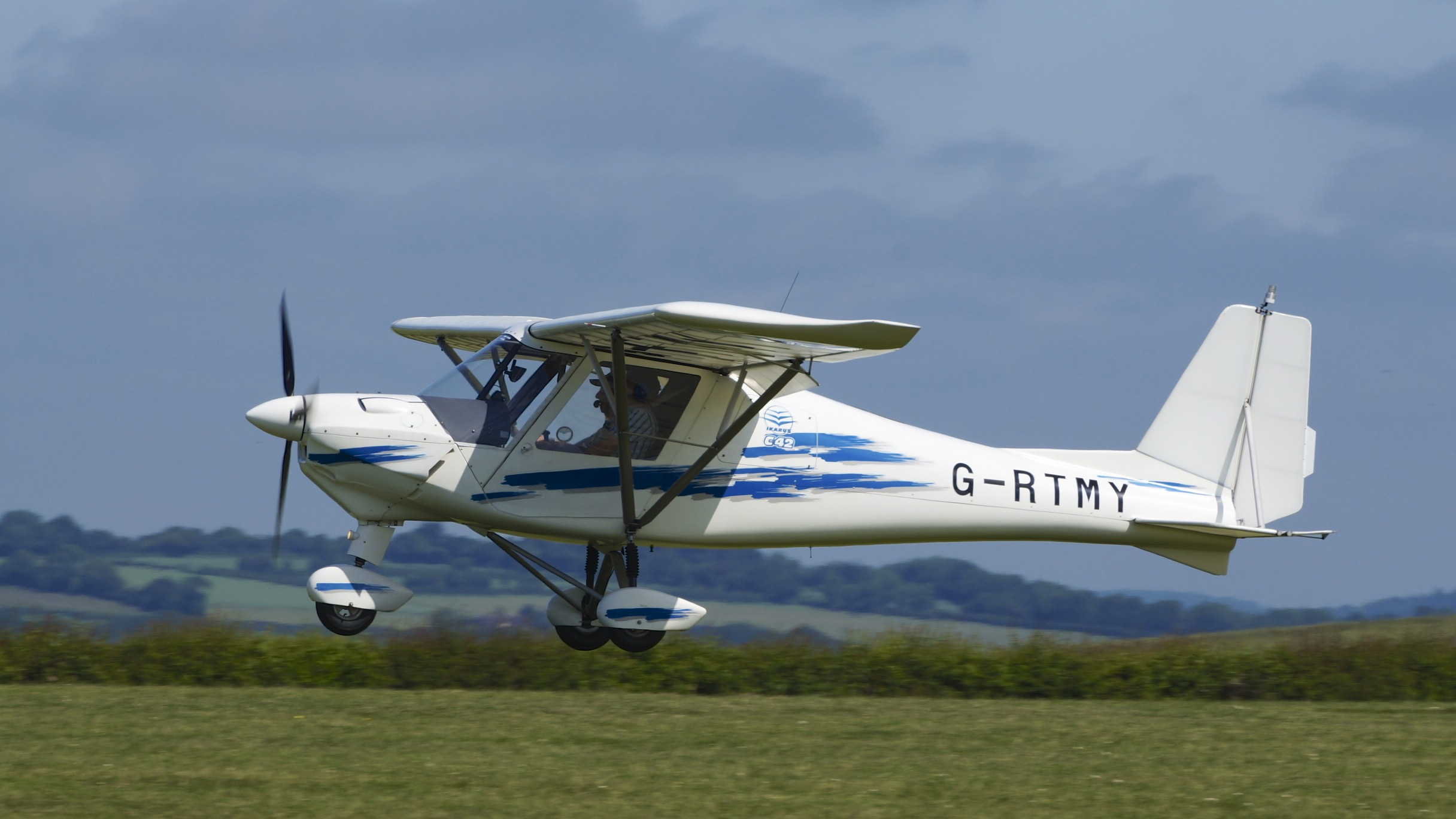
Ein UL mit geschlossener Kabine: Ikarus C42, eines der meistverkauften Modelle.

Unter Ultraleichtflugzeug (UL) versteht man in Europa ein kleines, sehr leichtes motorgetriebenes Luftfahrzeug für maximal zwei Personen.
Was genau unter einem Ultraleichtflugzeug zu verstehen ist, wird von Land zu Land noch sehr unterschiedlich geregelt. International gibt es unterschiedliche Ultraleicht-Flugzeugklassen mit national variierenden Zulassungsvorschriften. Demgemäß wird der Begriff Ultraleichtflugzeug umgangssprachlich mehr oder weniger umfassend für Leichtflugzeuge verwendet, obwohl letztere deutlich strengeren Zulassungs- und Wartungsvorschriften unterliegen.
In den USA werden unter ultralight ausschließlich sehr leichte einsitzige Fluggeräte verstanden. Zahlreiche europäische Ultraleichtflugzeuge fallen in den USA unter den Begriff Light Sport Aircraft (LSA).
„Ultraleicht“ beschreibt zumindest im europäischen Kontext weniger ein extrem geringes Gewicht als vielmehr eine Rückbesinnung darauf, was ein einfaches zweisitziges Luftfahrzeug ausmachen sollte. Das Gewicht der Piper Cub, eines von 1938 bis 1947 mehr als 14.000 Mal gebauten „normalen“ Flugzeugs, lag zwischen dem eines europäischen Ultraleichtflugzeuges und dem eines „Light Sport Aircraft“.

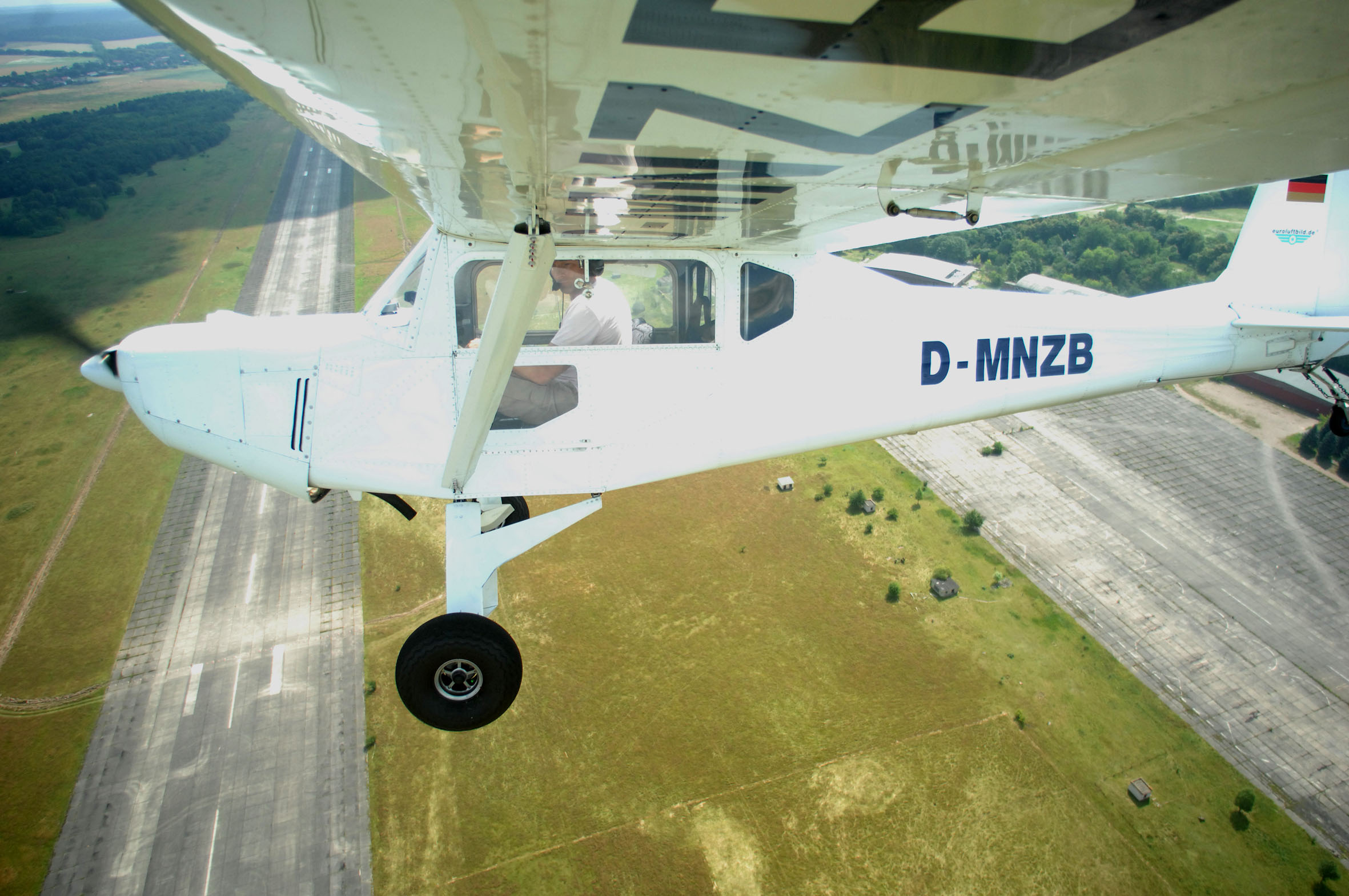
3-Achs-gesteuertes Ultraleichtflugzeug Wild Thing WT01, im Flug von einer Tragflächenkamera fotografiert

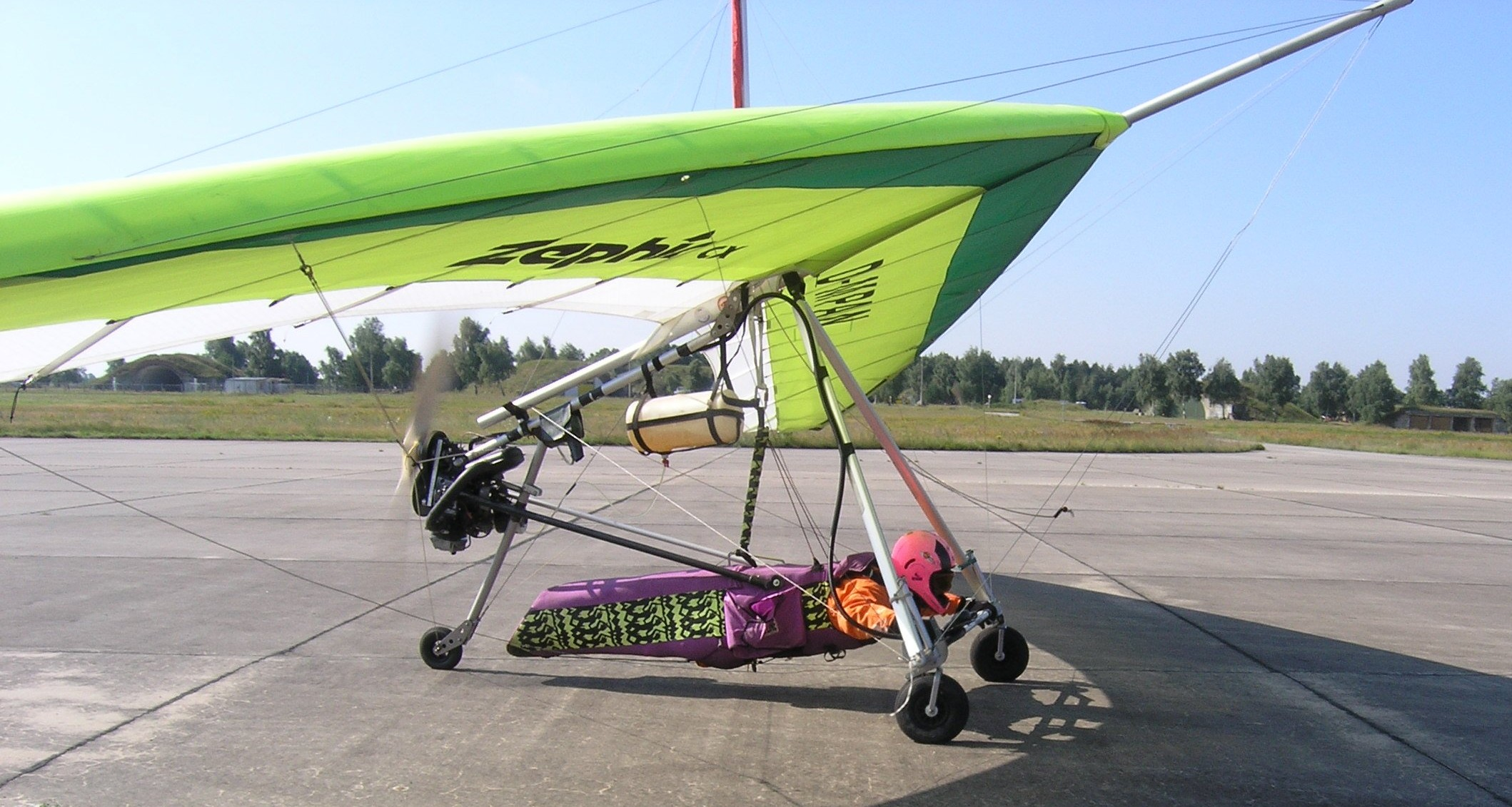
Auch ein Ultraleichtflugzeug: Fußstartfähiger Hängegleiter mit Minimum-Heckmotor

## Ultraleichtflugzeug-Pilotenlizenz
Um Ultraleichtflugzeuge fliegen zu dürfen, benötigt man in Deutschland eine Sportpilotenlizenz (SPL), wobei zwischen Motorschirmen, gewichtskraftgesteuerten Ultraleichtflugzeugen (Trikes), aerodynamisch gesteuerten Ultraleichtflugzeugen und Tragschraubern auch in der Lizenz unterschieden wird.

## Rechtliche Definition
Als Ultraleichtflugzeuge werden in den nationalen Gesetzgebungen insbesondere die unterschiedlichen Klassen von Luftsportgeräten zusammengefasst.
In Deutschland zählen die Luftsportgeräte nach Luftverkehrsgesetz (LuftVG) § 1 zu den Luftfahrzeugen und unterliegen somit auch den entsprechenden luftrechtlichen Vorschriften. Sie bilden jedoch eine eigene Luftfahrzeugklasse, welche sie im luftrechtlichen Sinne von z. B. Flugzeugen unterscheidet.

### Ultraleichtflugzeug-Typen
Fast alle leichten, fliegenden Objekte können als Ultraleichtflugzeug zugelassen werden: Leichtflugzeuge, Drehflügler wie Hubschrauber und Tragschrauber, motorisierte Hängegleiter, Segelflugzeuge und Motorsegler, motorisierte Gleitschirme, Wasserflugzeuge, Kunstflugzeuge, zweimotorige Kleinstflugzeuge und Luftschiffe.
In Deutschland sind zurzeit (2021) die folgenden Kategorien von Ultraleichtflugzeugen zugelassen:
- aerodynamisch gesteuerte Maschinen, die den größeren einmotorigen Motorflugzeugen im Äußeren ähneln
- Trikes mit drei Rädern und einem beweglichen „Drachen-Flügel“
- fußstartfähige motorisierte Hängegleiter und Paragleiter
- Tragschrauber, sogenannte Gyrocopter
- Ultraleicht-Hubschrauber

Mit dem CoAX 2D hat 2017 der erste Ultraleicht-Hubschrauber die deutsche Musterzulassung erhalten und damit eine neue Kategorie der Ultraleichtflugzeuge begründet. Vorher waren Ultraleicht-Hubschrauber beispielsweise bereits in Frankreich und Italien zugelassen.

### Maximalgewicht
Die maximale Abflugmasse (engl. maximum take off mass, MTOM) der Ultraleichtflugzeuge darf in Europa bei Einsitzern 300 Kilogramm, bei Zweisitzern 450 Kilogramm, bzw. in Deutschland 600 Kilogramm und in Österreich und der Schweiz 472,5 Kilogramm inklusive Gesamtrettungssystem nicht überschreiten.
Seit dem 18. Januar 2010 gibt es eine neue Ultraleicht-Klasse:
ULs bis 120 kg Leermasse (inkl. Gurtzeug und Rettung) sind von der Muster- und Verkehrszulassungspflicht befreit. An die Stelle der Zulassung tritt eine Musterprüfung. Die Jahresnachprüfung entfällt, muss aber nach Angaben des Herstellers bzw. Inhabers der Musterprüfung selbst erstellt werden.
Die neue 120-kg-Klasse spiegelt alle Flugzeugtypen, wie Segelflugzeug, Hochdecker etc., wider. Konstruktiv wird durch maßstäbliche Verkleinerung bekannter Entwürfe gleiche Stabilität erzielt (+4 g/–2 g). Als Materialien kommen Holz, Aluminium und Verbundwerkstoffe wie Glas- oder kohlenstofffaserverstärkter Kunststoff zum Einsatz. Durch das geringe Abfluggewicht (zwischen 220 und 260 kg) sind Flugzeiten bis zu sechs Stunden und Reichweiten bis zu 1000 km möglich. Leises, ökologisches Fliegen bei vergleichbaren Flugleistungen geben dieser Klasse auch in Bezug auf Elektroantriebe neue Perspektiven.

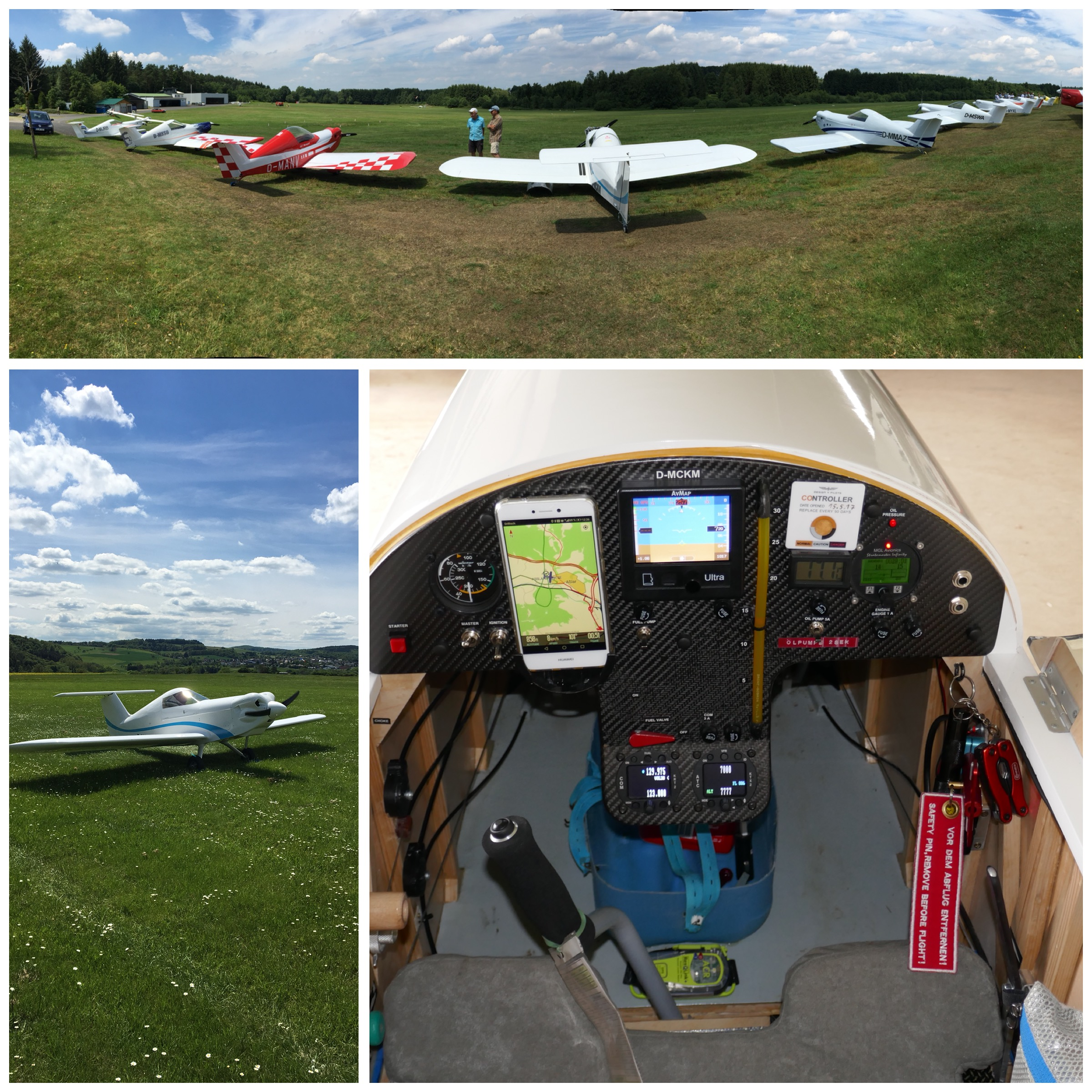
UL SD-1 minisport unter 120 kg Leergewicht

Lizenzen für diese leichten Luftsportgeräte werden unbefristet erteilt und für die Erteilung ist kein medizinisches Tauglichkeitszeugnis erforderlich. Dieser Schritt in die Deregulierung folgt dem Beispiel der USA, da bisher kein evidenzbasierter Bezug zur Unfallstatistik nachweisbar ist.

### Europäische Harmonisierung

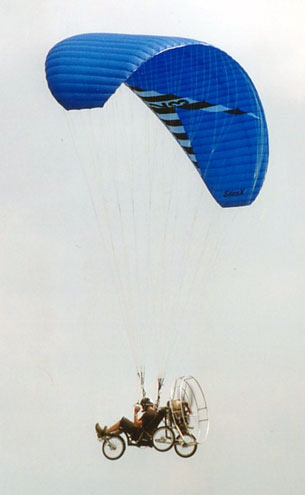
Flyke (Fahrrad mit Motorschirm)

Eine europäische Harmonisierung ist vorerst nicht in Sicht. Zwar erarbeitet seit Januar 2005 die Europäische Flugsicherheits-Agentur (EASA) eine Vereinheitlichung der verschiedenen nationalen Gesetzgebungen und Definitionen in der Luftfahrt. Die Basic Regulation (EC) No 216/2008 legt in ihrem Annex II jedoch fest, dass Ultraleichtflugzeuge (wie z. B. Zweisitzer mit einem MTOW von 472,5 kg) nicht von den Regulierungen der EASA erfasst werden und somit in nationaler Regulierung verbleiben werden.
Es gab Bestrebungen mit dem Zweck, die maximale Abflugmasse von Ultraleichtflugzeugen einheitlich auf 560 kg oder, wie der europäische Microlight Verband fordert, auf 600 kg zu erhöhen. Die Regelung sollte auch ultraleichte Drehflügler wie Tragschrauber und Hubschrauber beinhalten. Doch sträuben sich einige Hersteller und Länder gegen eine Erhöhung der MTOW von 472,5 kg mit dem Hinweis, dass die geforderte Norm die Kontrollen verschärfen und die bisherigen Freiheiten einschränken würde. Seit dem 25. September 2012 ist das MTOW für Gyrocopter auf 560 kg angehoben.
In Frankreich darf die Motordauerleistung bei zweisitzigen UL-Flugzeugen 60 kW (82 PS), bei einsitzigen 45 kW (60 PS) nicht überschreiten (Tragschrauber: 74 kW, 100 PS). Als Startleistung werden 74 kW (100 PS) (Tragschrauber: 88 kW, 120 PS) akzeptiert, dafür können dort auch zweimotorige Flugzeuge wie die CriCri als Ultraleichtflugzeuge zugelassen werden. In Italien und Frankreich dürfen sogar ultraleichte Hubschrauber mit der Ultraleichtfluglizenz geflogen werden. In der Schweiz sind nur aerodynamisch gesteuerte Ultraleichtflugzeuge mit 472,5 kg MTOW und Gesamtrettungssystem zugelassen.

### Kennzeichen in Deutschland
Sowohl zulassungs- und kennzeichnungspflichtigen als auch nur auf Antrag freiwillig eingetragenen Ultraleichtflugzeugen wird ein Luftfahrzeugkennzeichen zugewiesen. Deutsche Ultraleichtflugzeuge erhalten den nationalen Buchstaben D und vier weitere Buchstaben als Eintragungszeichen (Bsp.: D-MABC). Als erster Buchstabe des Eintragungszeichens ist in Deutschland bei motorgetriebenen Luftsportgeräten nach LuftVZO Anl. 1 (zu § 14 und § 19) ein M zu verwenden.

### Vereinigte Staaten von Amerika

#### Ultralight Vehicle

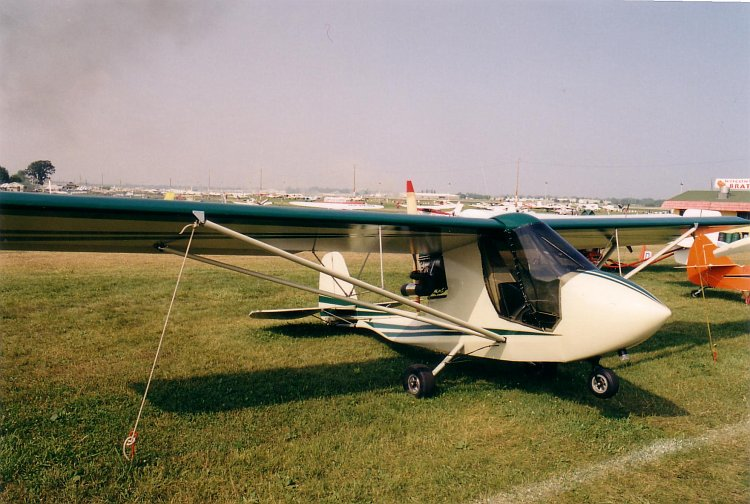
Die einsitzige Version des Quad City Challenger kann, sofern mit einem kleinen Motor und auch sonst sehr sparsam ausgestattet, die FAR-103-Regeln der FAA erfüllen.

In den USA benutzt die Federal Aviation Administration (FAA) in den Vorschriften den Begriff Ultralight Vehicle für sehr leichte Luftsportgeräte. Die Vorschriften für die Ausgestaltung dieser einsitzigen Geräte sind nicht detailliert und erlauben den Herstellern und Piloten viel Freiheit. Die Ultralight Vehicle dürfen ohne Pilotenschein geflogen werden. Sie dürfen nur nicht-kommerziell genutzt werden, bauartbedingt nicht schneller als 55 kt (102 km/h) fliegen, die Stallgeschwindigkeit muss kleiner als 25 kt (46 km/h) sein, dürfen nicht mehr als 5 Gallonen (18,9 l) Kraftstoff mitführen und ihre Leermasse ist strikt auf 254 lbs (115 kg) zuzüglich Schwimmer sowie Rettungssysteme begrenzt. Ohne Motorantrieb darf die Leermasse nicht mehr als 155 lbs (70 kg) betragen.
Für diese Ultraleichtfluggeräte wird in den USA weder eine Flugausbildung noch Registrierung verlangt. Verbände, z. B. die United States Ultralight Association, und Schulen bieten eine Ausbildung auf den Luftsportgeräten an und zertifizieren die Fluglehrer.
Die geringe Regelungsdichte führt aber zu folgenden Einschränkungen:
- Flugbetrieb nur unter Sichtflug am Tage mit ständiger Bodensicht
- Flugbetrieb in Kontrolliertem Luftraum um Flughäfen nur mit Genehmigung der Flugsicherung
- Kein Überflug von Ortschaften und Menschenmengen
- Ausweichpflicht gegenüber allen anderen Teilnehmern am Luftverkehr

Von der Konstruktion und Regelungen her sind Ultralight Vehicle mit den deutschen Leichten Luftsportgeräten vergleichbar.

#### Light Sport Aircraft

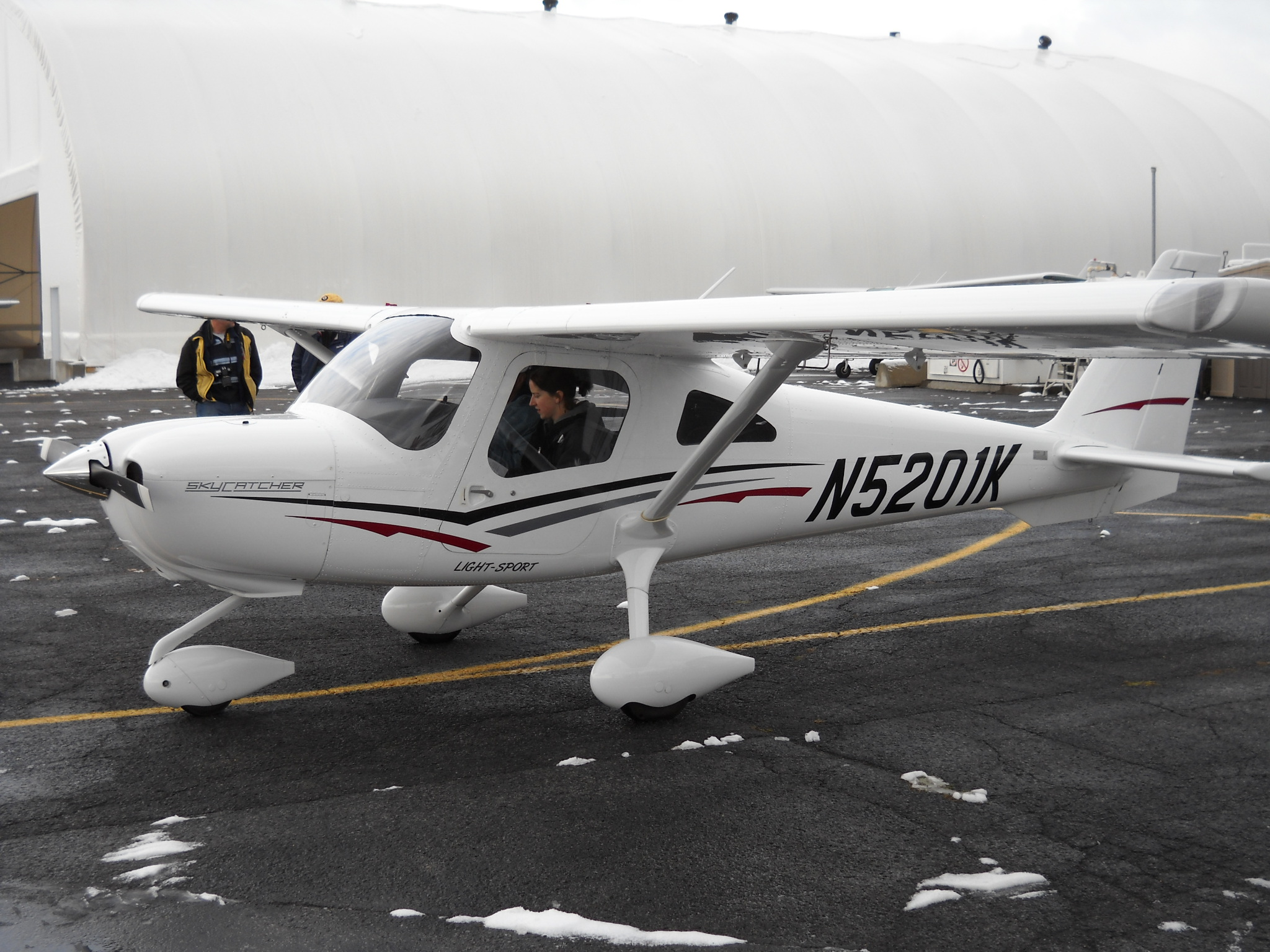
Cessna 162 Skycatcher als LSA

Das Light Sport Aircraft (LSA) ist eine seit ungefähr 2003 bestehende neue Flugzeugklasse in den Vereinigten Staaten. Entgegen Regelwerken zur Musterzulassung von Flugzeugen sind für die LSA-Klasse die Anforderungen an die Lufttüchtigkeit nach ASTM regeldefinierend. Das grobe Regelwerk sieht eine Höchstgeschwindigkeit bei maximaler Motorleistung von 120 kts (222 km/h) und ein maximales Abfluggewicht von 1320 lbs (600 kg) vor. Weitere Eckpunkte der Klasse sind ein Kolbentriebwerk, keine Druckkabine, Propeller mit festem Einstellwinkel, maximal zwei Sitzplätze und festes Fahrwerk. Das Regelwerk der USA wurde 2011 weitgehend durch die Europäische Agentur für Flugsicherheit im Rahmen der vereinheitlichten Zulassungsregeln für leichte Flugzeuge (European Light Aviation 1, ELA 1) übernommen, das im Zulassungsstandard CS-LSA mündete. Wenn auch ähnlich in der Bauart mit deutschen Ultraleichtflugzeugen, so handelt es sich aber um kein Luftsportgerät, sondern um ein Leichtflugzeug, für das eine Pilotenlizenz und eine Registrierung bei der FAA benötigt wird. Der Vergleich mit aerodynamisch gesteuerten Ultraleichtflugzeugen in Deutschland ist damit grundsätzlich falsch.

## Einteilung
Man unterscheidet grundsätzlich zwischen aerodynamisch gesteuerten und gewichtskraftgesteuerten Ultraleichtflugzeugen.

### Aerodynamisch gesteuerte Ultraleichtflugzeuge

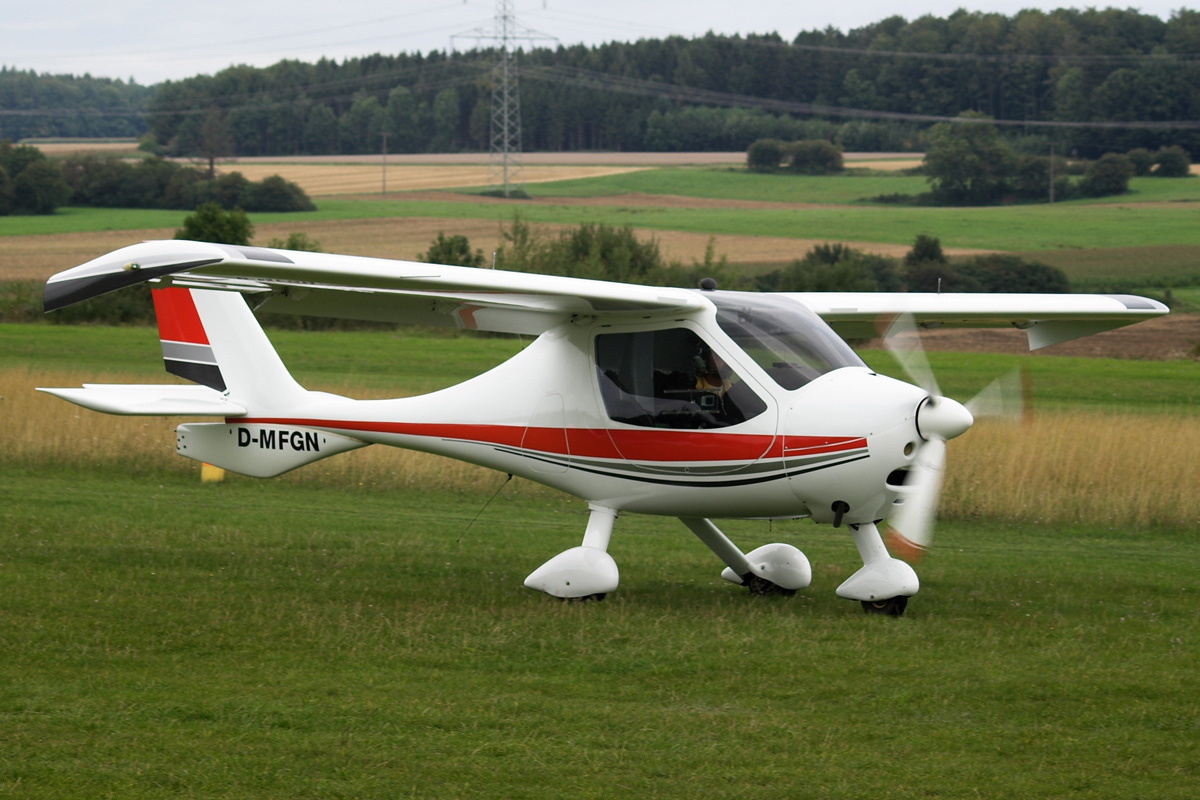
Reisegeschwindigkeit um 230 km/h: die Flight Design CTSW

Aerodynamisch gesteuerte Ultraleichtflugzeuge werden zur Steuerung durch Ruderausschläge um Längs-, Quer- oder Hochachse gedreht, man spricht daher auch von 3-Achs-Steuerung. Die Sitzanordnung ist hier im Regelfall nebeneinander; bei geschwindigkeitsoptimierten Modellen (z. B. Shark) und Doppeldeckern ist aber auch eine Tandemanordnung möglich.
Diese „Dreiachser“ haben einen enormen Entwicklungsschub durchgemacht und sind inzwischen teilweise leistungsfähiger als kleine Leichtflugzeuge. Reisegeschwindigkeiten von 250 km/h sind keine Seltenheit mehr. Die Höchstgeschwindigkeit kann bei bis zu 330 km/h liegen und wird bei einigen Ultraleichtflugzeugen je nach Land nur durch die maximale Auslösegeschwindigkeit des Gesamtrettungssystems begrenzt.
Man verwendet sie inzwischen auch für den Flugzeugschleppstart von Segelflugzeugen, im Agrarflug und zum Schlepp von Werbebannern.
Ultraleichtflugzeuge werden sowohl mit Frontmotor und Frontpropeller angeboten, als auch mit Heckmotor und Heckpropeller. Diese Variante wird auch als Pusher bezeichnet. Pusher ermöglichen Flugzeugkonfigurationen mit sehr guter Sicht für die Insassen.
Als ebenfalls 3-achsig-aerodynamisch gesteuerte Sonderformen können ultraleichte Segelflugzeuge sowie Motorsegler betrachtet werden. Erstere zählen in Deutschland rechtlich allerdings nicht zu den Ultraleichtflugzeugen, sondern bilden als Gleitflugzeuge eine eigene Kategorie bei den Luftsportgeräten. Segelflugzeuge mit Klappmotor und Motorsegler bis 472,5 kg MTOW gelten als Ultraleicht-Motorsegler.
Nachdem elektrische Motorsegler wie Lange Antares 20E oder Pipistrel Taurus entwickelt wurden, gibt es auch Elektroflugzeuge wie den PC-Aero Elektra One.
In Deutschland können seit Mai 2004 darüber hinaus auch Tragschrauber als Ultraleichtflugzeug zugelassen werden. Diese dürfen seit dem 25. September 2012 eine maximale Abflugmasse von 560 kg haben und sind von der Pflicht, mit einem Gesamtrettungssystem ausgestattet zu sein, ausgenommen.

### Gewichtskraftgesteuerte Ultraleichtflugzeuge

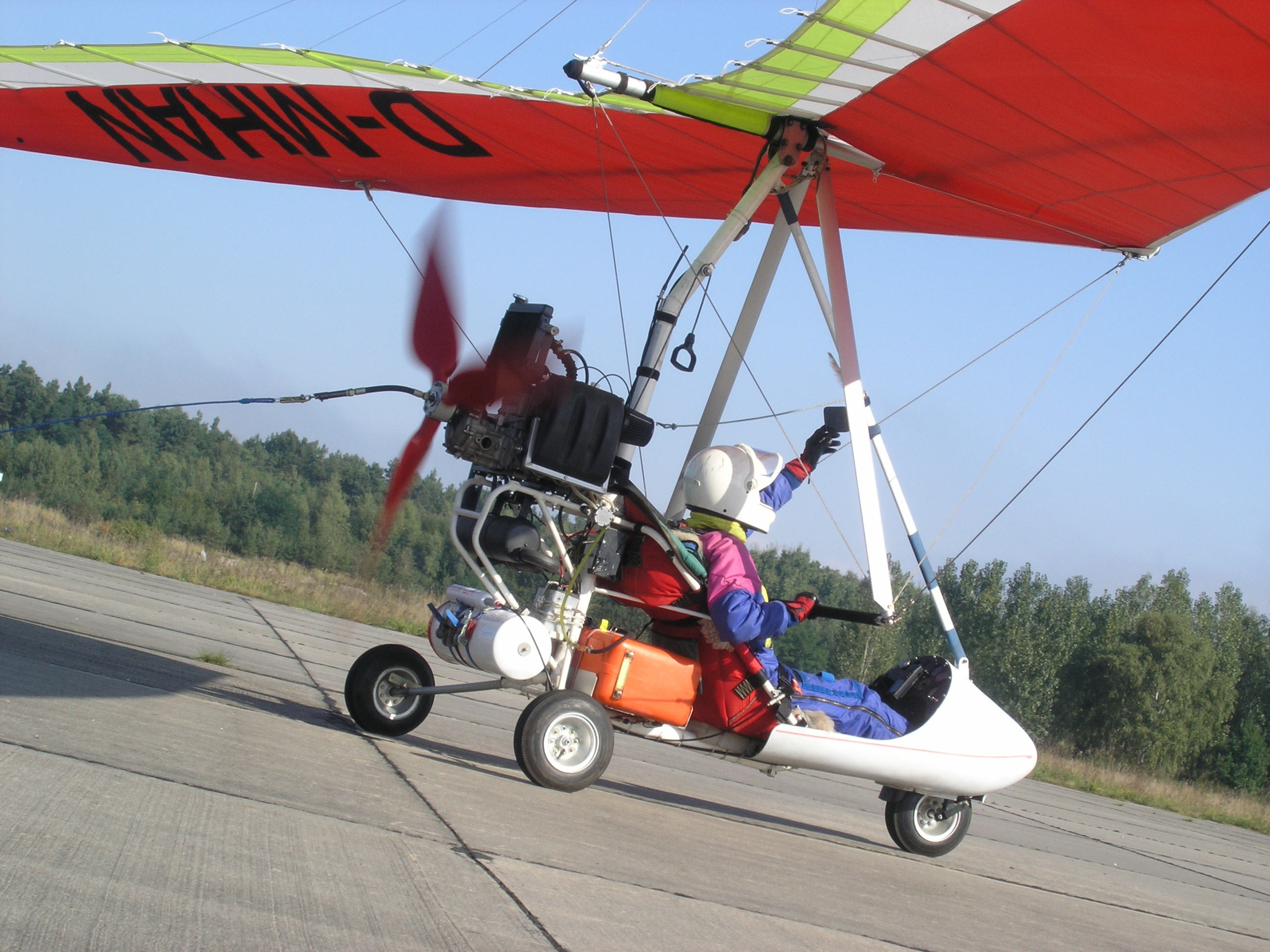
Trike, Typ ASO Viper 582

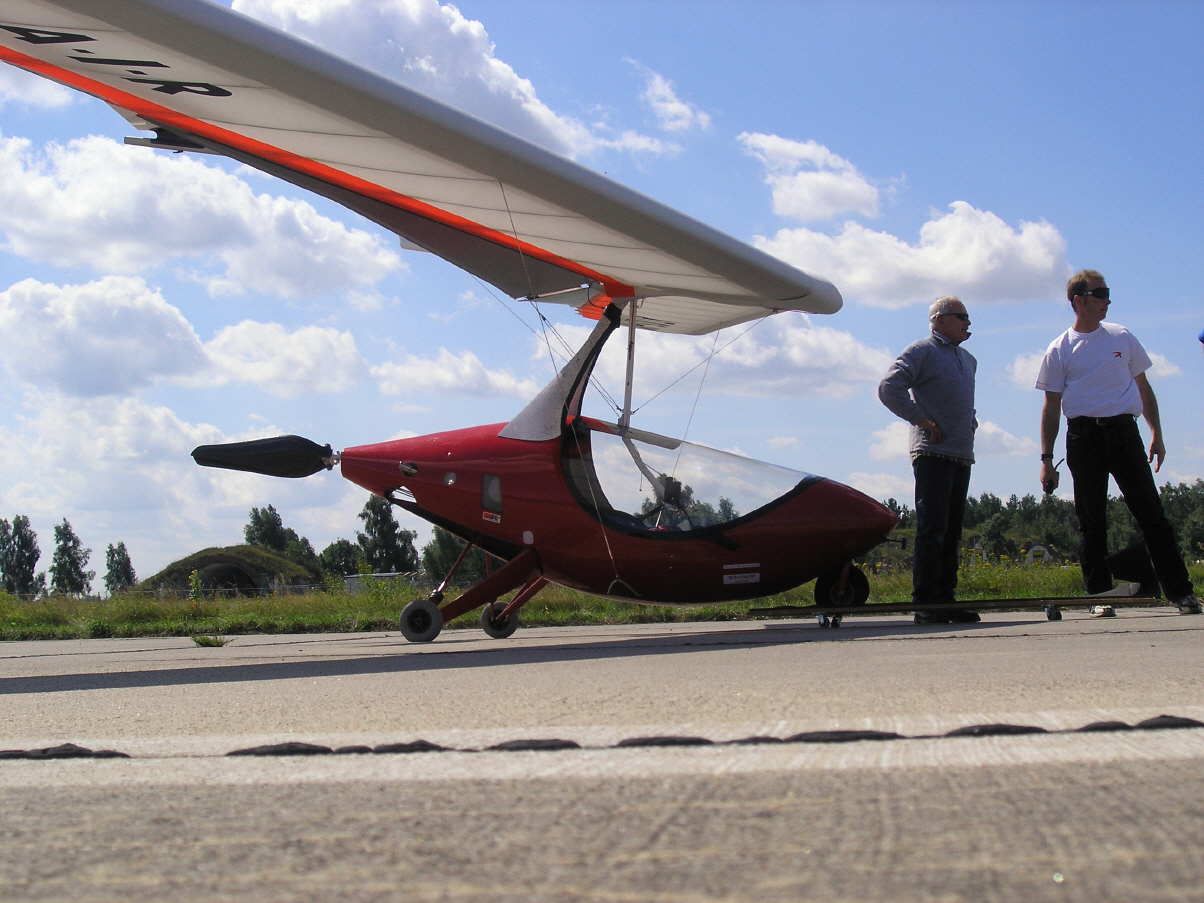
Silent Racer P, ein auf Gleitleistung optimierter motorisierter Hängegleiter

Gewichtskraftgesteuerte Ultraleichtflugzeuge besitzen keine Ruder, die Steuerung erfolgt durch Gewichtsverlagerung bzw. Schwenkung der gesamten Flügelfläche.
Zu dieser Klasse gehören Trikes und fußstartfähige Ultraleichtflugzeuge. Flugtechnische Basis für diese Ultraleichtflugzeug-Typen stellen im Prinzip in irgendeiner Form motorisierte Hängegleiter und Gleitschirme dar. Außer auf Basis dieser beiden Grundtypen oder der Startart kann eine Einteilung auch danach erfolgen, ob es sich grundsätzlich um ein kompaktes Fluggerät mit festem Motoreinbau handelt oder ob Motor und/oder das Trike alternativ nicht fest mit dem eigentlichen Luftfahrzeug verbunden sind und dieses bei Bedarf auch ohne Motor als Hängegleiter oder Gleitschirm betrieben werden könnte. Aufgrund dieser unterschiedlichen, sich teilweise überlagernden Einteilungskriterien und der Modellvielfalt ist eine klare Systematik letztlich nicht möglich.
Die Begriffsverwendung bei den gewichtskraftgesteuerten Ultraleichtflugzeugen ist daher nicht immer eindeutig und hängt von dem jeweils als wesentlich angesehenen Unterscheidungskriterium ab:
Als Trikes werden oft nur „schwerere“ und stärker motorisierte kompakte Trikes auf Hängegleiterbasis bezeichnet, während „Motorschirmtrikes“ zusammen mit den fußstartfähigen Motorschirmen i. e. S. (Gleitschirm mit Rucksackmotor) auch zusammenfassend mit als Motorschirme bezeichnet werden können. Für mit Motor ausgerüstete fußstartfähige Hängegleiter wiederum ist kein eigener Name üblich bzw. werden ersatzweise die Handelsnamen der für diesen Zweck genutzten speziellen Motoren verwendet.
Bei fußstartfähigen Ultraleichtflugzeugen liegt die Reisegeschwindigkeit im Allgemeinen nicht höher als 50 km/h.
International finden sich Definitionen zu den verschiedenen Arten von Ultraleichtflugzeugen bei der Fédération Aéronautique Internationale (FAI). Europaweit sind weder von der internationalen Zivilluftfahrtorganisation ICAO noch von den Joint Aviation Authorities zum Thema Ultraleichtflugzeuglizenzen Bestimmungen festgelegt worden. Die Anerkennung der Lizenzen ist national sehr unterschiedlich geregelt, weshalb man nicht in jedes Land mit einem Ultraleichtflugzeug einfliegen darf.

## Nutzung im ornithologischen Artenschutz

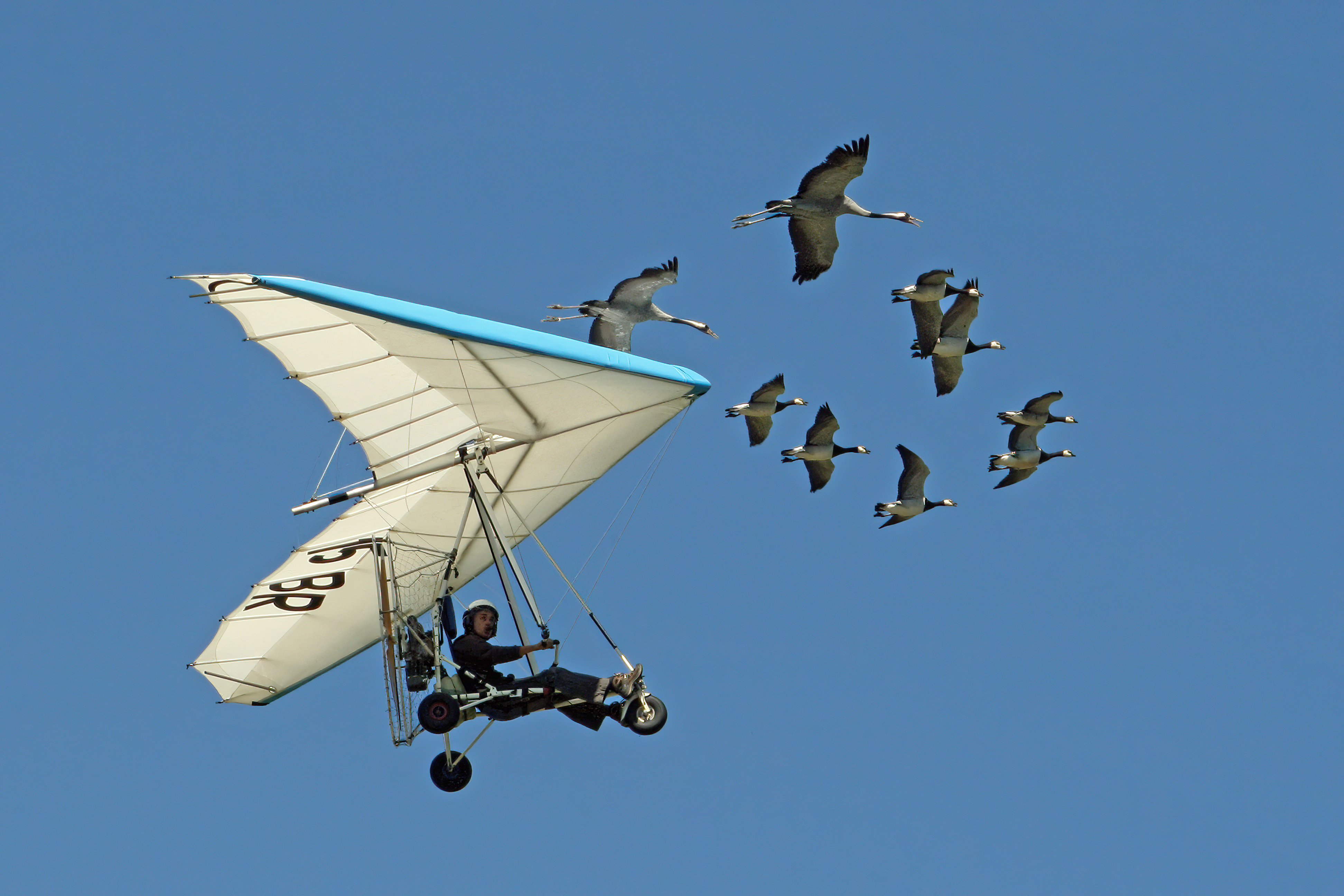
Wildgänse und Kraniche im Formationsflug mit Christian Moullec.

Da insbesondere gewichtskraftgesteuerte UL klein und leise sind und sehr langsam fliegen können (um 50 km/h), lassen sich damit Zugvögel begleiten. Das wurde bereits erfolgreich dazu genutzt, nachgezüchteten Exemplaren von vom Aussterben bedrohten Vogelarten den Vogelzug in Überwinterungsgebiete beizubringen. Der kanadische Künstler und Erfinder Bill Lishman bereitete im Oktober 1993 den Weg für diese UL-Nutzung: Über mehrere tausend Kilometer leitete er einen Trupp Kanadagänse von Kanada gen Süden. Diese Pioniertat war Vorbild für den Kinofilm Amy und die Wildgänse.
Das „Waldrapp-Projekt“ des österreichischen Biologen und Piloten Johannes Fritz ist seit 2004 erfolgreich im Einsatz. Etwa 1250 Kilometer begleitet sein Team nachgezüchtete schwarze Ibisse aus Österreich und Bayern an die Küste der Toskana ins toskanische Schutzgebiet Laguna di Orbetello.
Das ähnliche Projekt des französischen Tierschützers Christian Moullec will der vom Aussterben bedrohten Zwerggans den Weg von Finnland nach Mitteleuropa zeigen, hatte aber laut Recherchen der Süddeutschen Zeitung jahrelang mit ungesicherter Finanzierung zu kämpfen. Dies wurde 2019 zum Spielfilm Der Junge und die Wildgänse verarbeitet.

## Umweltaspekte
Für Ultraleichtflugzeuge gelten gewisse Lärmschutz-Anforderungen: Das Fluggeräusch eines UL darf beim Überflug eines 2,5 km von der Startstelle entfernten Messpunktes einen Wert von 60 dBSPL nicht übersteigen. Für UL bis 600 kg gelten weniger strenge Grenzwerte und so dürfen diese mit bis zu 70 dB mehr Schall abgeben. Die Motoren sind leicht, aber trotzdem leistungsfähig, da ein Getriebe die Motordrehzahl von 5000 min−1 auf etwa 2200 min−1 am Propeller untersetzt. Das erlaubt einen größeren Durchmesser und dadurch erhält der Propeller einen hohen Wirkungsgrad.
Moderne zweisitzige Dreiachs-Ultraleichtflugzeuge benötigen bei Reisegeschwindigkeiten von über 160 km/h je nach Typ zwischen 4,8 und 16 Liter bleifreies Superbenzin pro Flugstunde.
Mit dem eSpyder der Firma Yuneec ist seit 2013 auch ein rein elektrisch angetriebenes Ultraleichtflugzeug mit deutscher Musterzulassung erhältlich. Mit maximal 51 dB(A) wird die für UL gültige Lärmgrenze weit unterboten.

## Eigenbau von Ultraleichtflugzeugen
Ultraleichtflugzeuge dürfen als Einzelstück im sog. Selbstbau und als Nachbau eines zugelassenen Musters im sog. Amateurbau gebaut und zugelassen werden. Der Erbauer muss dazu selber keine Ausbildung nachweisen, jedoch ist eine Betreuung durch einen baubetreuenden Prüfer Klasse 5 seit Beginn der Bauphase empfohlen. Die Pflicht des Baubetreuers ist es, die Konformität des gebauten Flugzeuges mit dem Baumuster zu gewährleisten. Viele Muster von Ultraleichtflugzeugen haben eine Musterzulassung in Deutschland, siehe Liste der Gerätekennblätter. Wenn ein bekanntes Muster nachgebaut wird, muss eine Baugenehmigung beim Musterbetreuer (aus dem Gerätekennblatt) erworben werden und das Bauvorhaben bei DAEC oder DULV angemeldet werden. Der Musterbetreuer vermittelt die Bau- und Flugunterlagen und häufig zusätzlich einen Materialbausatz. In der Regel nimmt der Aufbau nach Plänen zwei bis zehn Personenjahre in Anspruch, der Aufbau aus einem vorgefertigten Bausatz kann jedoch wesentlich schneller erfolgen. In dieser Zeit finden Rohbauabnahme und Endabnahme durch den zuständigen Baubetreuer vor Ort statt. Nach Beantragung und Erhalt einer vorläufigen Verkehrszulassung kann die Flugerprobung beginnen. Nach Abschluss der Flugerprobungsphase wird die endgültige Verkehrszulassung erteilt. Die Verkehrszulassung enthält in der Regel keine zusätzlichen Einschränkungen im Vergleich zum serienmäßig hergestellten Muster.

## Ausblick

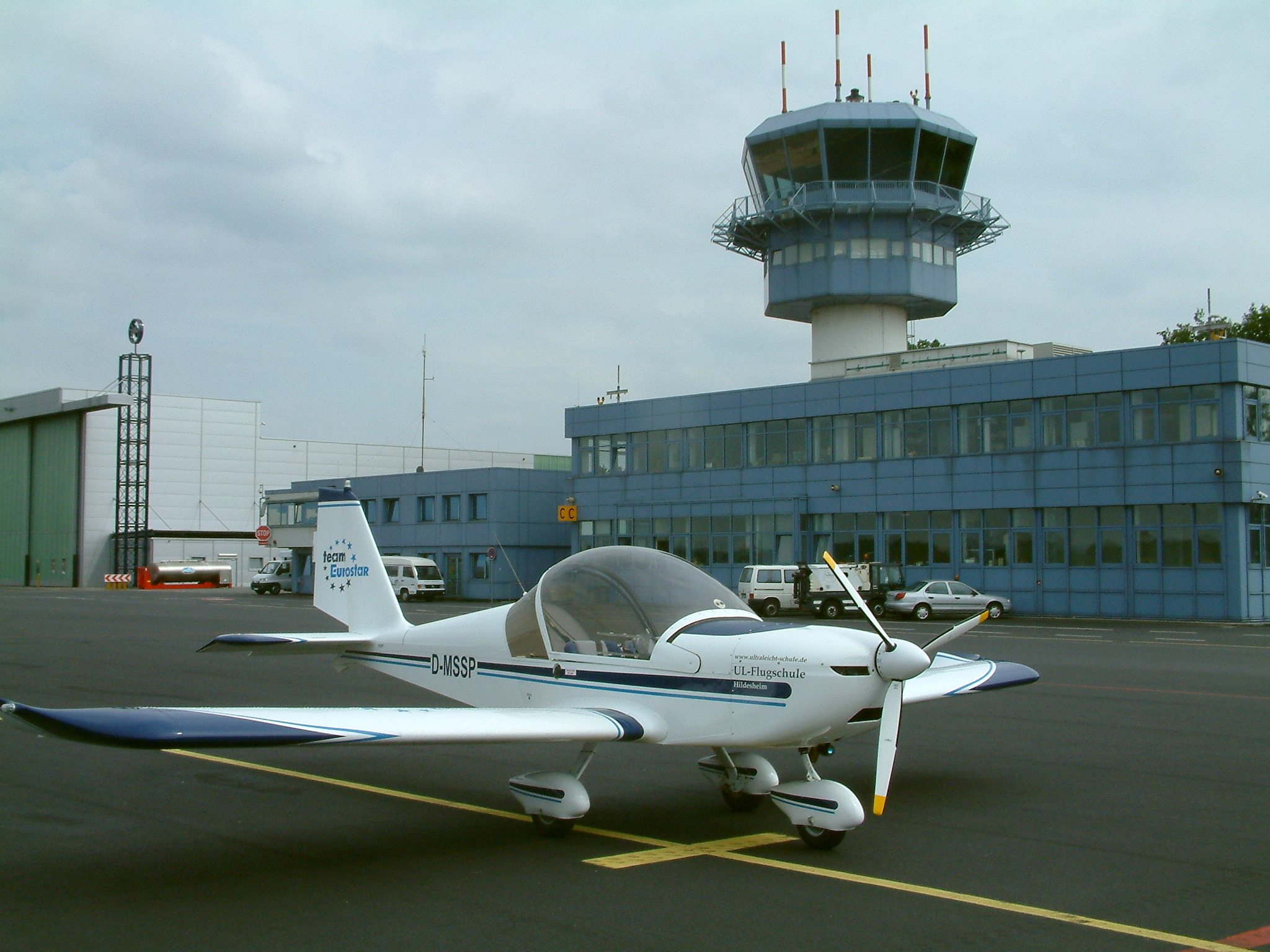
Eurostar EV97 auf dem Flughafen Münster/Osnabrück

In den letzten Jahren ist es zu einem Boom der Ultraleichtfliegerei gekommen. Dies liegt zum einen an der rasanten technischen Entwicklung, die Ultraleichtflugzeuge auch für viele Piloten mit Privatpilotenlizenz (PPL-A und PPL nach JAR-FCL) zu einer interessanten Alternative gemacht haben. Zum anderen ist das Ultraleichtfliegen deutlich kostengünstiger als das Fliegen mit den größeren Leichtflugzeugen.
Darauf haben bereits auch viele Flugplatzbetreiber reagiert, denn ein Flugplatz muss in Deutschland für Ultraleichtflugzeuge ausdrücklich zugelassen sein. Auch auf vielen größeren Verkehrslandeplätzen mit kontrolliertem Luftraum (z. B. Mannheim City und Westerland auf Sylt) sowie einigen internationalen Verkehrsflughäfen (z. B. Flughafen Münster/Osnabrück, Flughafen Hannover) sind inzwischen Ultraleichtflugzeuge zugelassen.